# Agramón
Agramón és una pedania espanyola pertanyent al municipi d'Hellín, a la província d'Albacete, dins de la comunitat autònoma de Castella-la Manxa. Està situada a 410 msnm i enclavada en una vall a sud de la seva província, gairebé en el límit amb la Regió de Múrcia. Té una extensió de 42 km quadrats. El seu punt més elevat es troba a la Sierra de los Donceles a 814 metres d'altitud.
Es troba envoltada per la Sierra de las Cabras (pitó volcànic únic a Europa), la Sierra de los Donceles, Cabeza Llana, Las Lomas i Cerro de Pedro Pastor. És un paisatge amb bastant quantitat d'aigua: el riu Mundo, l'embassament de Camarillas, la riera (o rambla de Tobarra), la bassa de l'Azaraque (llac d'aigües termals); així com assuts d'aigua que s'exploten des de l'època romana.
Compta amb un microclima propi, clima d'estepa local. Hi ha poques precipitacions durant tot l'any. Aquest clima és considerat BSk segons la classificació climàtica de Köppen-Geiger. La temperatura mitjana anual és aproximadament de 15.2 °C. Les precipitacions són escasses escasses i irregulars, al voltant dels 350 mm.
Posseeix terres de regadiu: fruiters, arrossars, ametllers i sobretot molt olivera, ja que està enclavada en fèrtil vall.
Hi jaciments i ruïnes que donen fe d'assentaments de tota mena des del Paleolític fins als nostres dies. Va tenir Ajuntament fins a l'any 1842.
Agramón està situat a la ruta més curta entre els llocs sants de Caravaca de la Creu i Sant Toribio de Liébana.

## Atraccions
A destacar els seus tradicionals tamborades en Dijous Sant i Dissabte de Glòria.
També les seves festes patronals a l'agost en honor a Sant Joaquim.
Altres festes locals conegudes són el dia de la Creu (3 de maig) en el qual tot el poble surt a passar el dia a el camp i, el romiatge de San Isidro (a mitjans de maig) en la qual s'orna a el sant amb fruites i hortalisses de la terra i es procesiona amb ell fins al parc, on té lloc una festa en la qual són conegudes les molles de "la Felicia".
En aquests últims anys s'està celebrant, a les data pròximes a la Nadal, un Concert de Nadal, el qual està adquirint una gran notorietat.

## Fills cèlebres
- Manuel Díaz Cano (Agramón, 17 juny de 1926 - 19 d'abril de 2007), guitarrista.